# Buhoma
Buhoma ist eine Gattung kleiner Schlangen, die mit einer Art im mittleren Afrika und zwei weiteren in den Bergen Tansanias vorkommt. Buhoma depressiceps kommt in Kamerun, Äquatorialguinea, der Demokratischen Republik Kongo, Ruanda und Uganda vor, B. vauerocegae und B. procterae leben in den Gebirgszügen Usambara, Magrotto, Uluguru und Udzungwa in Tansania.

## Merkmale
Buhoma-Arten sind kleine Schlangen, die nicht wesentlich länger als einen halben Meter lang werden. Sie besitzen runde Pupillen und 15 bis 19 + 11 Zähne auf der Maxillare. Die Beschuppung der Gattung ist durch einen ungeteilten Nasenschild, eine oder zwei, in seltenen Fällen auch drei Präocularschuppen, zwei, in seltenen Fällen drei Postocularschuppen, 7 oder 8 Oberlippenschilde, 17 bis 19 Schuppenreihen auf dem Rücken, 122 bis 163 Bauchschuppen und 31 bis 50 ungeteilte oder paarige Subcaudalschuppen charakterisiert. Von den Oberlippenschilden haben die dritte und vierte oder vierte und fünfte Kontakt zum Auge. Von Geodipsas, zu der die drei Arten ursprünglich gehörten, unterscheidet sich Buhoma durch die unterschiedliche Morphologie der Hemipenis.

## Lebensweise
Buhoma-Arten leben in tropischen Regen- und Bergwäldern bis in Höhen von über 2000 Metern verborgen in der Laubstreu und zwischen Gräsern. Soweit bisher bekannt sind sie auf dem Erdboden lebende, tagaktive Schlangen, die sich ovipar vermehren. Bei Magenuntersuchungen wurden die Überreste von Fröschen gefunden.

## Arten
Zur Gattung Buhoma gehören drei Arten:
- Buhoma depressiceps (Werner, 1897)
- Buhoma procterae (Loveridge, 1922)
- Buhoma vauerocegae (Tornier, 1902), Typusart

## Systematik
Die Gattung Buhoma wurde 1997 durch vier deutsche Herpetologen eingeführt. Die drei Arten der Gattung gehörten vorher zu Geodipsas (heute Compsophis) und wurden wegen der unterschiedlichen Morphologie der Hemipenis von Geodipsas abgetrennt. Die Gattungsbezeichnung Buhoma wurde vom Trivialnamen von B. depressiceps aus der Region von Musigati aus Burundi übernommen. Die systematische Stellung der Gattung ist bisher ungeklärt und sie wird aktuell keiner Familie zugeordnet. Der brasilianische Herpetologe Hussam Zaher und seine Mitarbeiter stellen Buhoma in einem Schwestergruppenverhältnis zu den Giftnattern (Elapidae).

## Belege
1. 1 2 3 4  Thomas Ziegler, Miguel Vences, Frank Glaw u. Wolfgang Bohme: Genital morphology and systematics of Geodipsas Boulenger, 1896 (Reptilia: Serpentes: Colubridae), with description of a new genus. März 1997, Revue suisse de zoologie; annales de la Société zoologique suisse et du Muséum d'histoire naturelle de Genève 104(1), DOI: 10.5962/bhl.part.79992
2. ↑  Buhoma In: The Reptile Database
3. ↑  Hussam Zaher, Robert W. Murphy, Juan Camilo Arredondo, Roberta Graboski, Paulo Roberto Machado-Filho, Kristin Mahlow, Giovanna G. Montingelli, Ana Bottallo Quadros, Nikolai L. Orlov, Mark Wilkinson, Ya-Ping Zhang, Felipe G. Grazziotin (2019): Large-scale molecular phylogeny, morphology, divergence-time estimation, and the fossil record of advanced caenophidian snakes (Squamata: Serpentes). PLOS ONE, Mai, 2019. doi: 10.1371/journal.pone.0216148